# Luboš Bartoň
Luboš Bartoň (nacido el 7 de abril de 1980 en Česká Lípa, República Checa) es un exjugador y entrenador checo de baloncesto. Mide 2.02 metros y su posición era la de alero. Actualmente es entrenador asistente del Bàsquet Girona de Liga Endesa.

## Carrera

### Como jugador
Barton creció en el BK SCE Decin, un equipo joven de la República Checa. Hizo su debut en el BK SCE Decin en la temporada 1996-1997, y también jugó la 1997-1998. Jugó en el baloncesto universitario en la Universidad de Valparaíso entre 1998 y 2002. En la temporada 2002-2003 firmó un contrato con el Fortitudo Bologna, de la liga italiana. Entre 2003 y 2005 jugó en el Pallacanestro Virtus Roma. Después en la temporada 2005-2006 se marchó a la Liga ACB donde jugó con el Joventut de Badalona. Desde 2008 juega en la sección de baloncesto del FC Barcelona.En agosto de 2010 ficha para las dos próximas temporadas por el Baloncesto Fuenlabrada donde jugó 15 partidos. 
El 16 de febrero de 2012 regresa al Joventut de Badalona, retorna a casa después de pasar por el Regal FC Barcelona y Baloncesto Fuenlabrada. El internacional checo, de 31 años, retorna a Badalona para ayudar al equipo en el tramo más 'caliente' de la competición. El FIATC Joventut está clasificado en decimocuarta posición con 7 partidos ganados y 13 derrotas.
En la temporada 2013-2014 estaba promediando 12.3 puntos y 6.1 rebotes en la liga checa con el BK Děčín, hasta diciembre de 2013 que vuelve a España para jugar en el Valencia Basket firmando por un contrato temporal de un mes para suplir las bajas de Lucic y Aguilar.
En 2014 fichó por el CEZ Nymburk, retirándose la temporada siguiente en el filial del Barcelona.

### Como entrenador
Barton se retira de las canchas 2016 después de una exitosa carrera en el baloncesto europeo y se incorpora a las categorías formativas del FC Barcelona Lassa, donde se convertiría en entrenador ayudante del filial blaugrana. 
En la temporada 2019-20, se convierte en entrenador ayudante de Scott Drew en el Baylor Bears, con el que se proclama campeón de la NCAA.
En 2020, regresa a la República Checa para liderar un proyecto de baloncesto en la ciudad de Brno, para participar en el Torneo “Adidas Next Generation”. 
En enero de 2022, después de convertirse en seleccionador sub-18 de la Selección de baloncesto de la República Checa, también es nombrado asistente de la selección absoluta, dirigida por Ronen Ginzburg.
El 13 de julio de 2022, firma como entrenador ayudante de Aíto García Reneses en el Bàsquet Girona de Liga Endesa.

## Palmarés
Joventut
- Copa del Rey (1): 2008.
- ULEB Eurocup (1): 2008.
- FIBA EuroChallenge (1): 2006.

FC Barcelona
- Euroliga (1): 2010.
- Liga ACB (1):  2009.
- Copa del Rey (1):  2010.
- Supercopa de España (1): 2009.

## Enlaces
- Perfil del Jugador@ ACB.com

- Datos: Q655613
- Multimedia: Luboš Bartoň / Q655613